# Халиди, Курбангали
Курбангали Халиди (30 ноября 1846—1913) — казахский историк татарского происхождения. Наиболее известный труд — «Очерки истории пяти восточных народов» (Таварих-и хамса-йи шарки), в нём Курбангали рассматривает историю туркмен, татар, азербайджанцев, киргизов, башкир и узбеков как историю единого тюркского народа.

## Биография
Родился 30 ноября 1846 года в городе Аягоз. Позднее переехал в Китай. Отец Курбангали, родившийся в Казанском уезде с. Урнаш-баши татарин Халид, был торговцем.
Учился в нескольких медресе. Там выучил фарси, арабский и османский языки. В 1874—1913 годах был имамом мечети города Чугучак. Одновременно с 1881 года являлся кади. В 1897-98 годах совершил хадж, посетил Мекку и Медину. Во время этой поездки посетил Стамбул, там Курбангали познакомился с историком Ахмедом Мидхатом.
В 1909 году окончил свой главный труд «Очерки истории пяти восточных народов» (Таварих-и хамса-йи шарки). Этот труд был высоко оценён ещё при жизни Курбангали, например, журнал «Шуро» оценил «Очерки» так: «Книга эта … поистине прекрасный труд. В ней много весьма полезных и нигде больше не встречающихся сведений. Книга свидетельствует об учёности и достоинствах автора, о чистоте и свободе его мысли и разума».